# Copris aspericollis
Copris aspericollis är en skalbaggsart som beskrevs av Gillet 1910. Copris aspericollis ingår i släktet Copris och familjen bladhorningar. Inga underarter finns listade i Catalogue of Life.